# Mirafra fasciolata
A Mirafra fasciolata a madarak osztályának verébalakúak (Passeriformes) rendjébe, ezen belül a pacsirtafélék (Alaudidae) családjába tartozó faj.

## Rendszerezése
A fajt Carl Jakob Sundevall svéd zoológus írta le 1850-ben, az Alauda nembe Alauda fasciolata néven.

## Alfajok
- Mirafra fasciolata reynoldsi (Benson & Irwin, 1965) - délnyugat-Zambia, észak-Namíbia, észak-Botswana, délkelet-Angola;
- Mirafra fasciolata jappi (Traylor, 1962) - nyugat-Zambia;
- Mirafra fasciolata nata (Smithers, 1955) - északkelet-Botswana;
- Mirafra fasciolata deserti (Roberts, 1926) - keletközép-Namíbia, nyugat-, kelet- és dél-Botswana;
- Mirafra fasciolata fasciolata (Sundevall, 1850) - közép- és kelet-Dél-afrikai Köztársaság, északkelet-Lesotho.

## Előfordulása
Afrika déli részén, Angola, Botswana a Dél-afrikai Köztársaság, Lesotho, Namíbia és Zambia területén honos. Természetes élőhelyei a mediterrán típusú cserjések, szubtrópusi és trópusi szavannák, sziklás környezetben, valamint legelők és szántóföldek. Állandó, nem vonuló faj.

## Megjelenése
Testhossza 15 centiméter, testtömege 26-44 gramm.
|  |

## Életmódja
Rovarokkal és magokkal táplálkozik. Monogám, szeptembertől februárig költ.

## Természetvédelmi helyzete
Az elterjedési területe rendkívül nagy, egyedszáma viszont csökken, de még nem éri el a kritikus szintet. A Természetvédelmi Világszövetség Vörös listáján nem fenyegetett fajként szerepel.